# Port-Launay
Port-Launay (bretonisch Meilh-ar-Wern) ist eine französische Gemeinde im Département Finistère mit 396 Einwohnern (Stand 1. Januar 2022). Sie gehört zum Arrondissement Châteaulin und zum Kanton Crozon.

## Geografie
Die Gemeinde liegt im Westen der Bretagne am östlichen Ende der Trichtermündung des Flusses Aulne, der in die Rade de Brest, einer tief ins Land ragenden Bucht des Atlantiks, mündet. Port-Launay ist der letzte natürliche Hafen an der Aulne; ab hier ist der Fluss als Bestandteil des Canal de Nantes à Brest kanalisiert.
Der Hafenort gehört zu der Region Cornouaille und liegt im Naturpark Parc naturel régional d’Armorique. Châteaulin liegt drei Kilometer südwestlich, Quimper 24 Kilometer südlich und Brest 36 Kilometer nordwestlich (Angaben leicht gerundet in Luftlinie).

## Verkehr
Die nächstgelegene Abfahrt an der autobahnähnlich ausgebauten Schnellstraße E 60 (Nantes-Brest) und den nächsten Regionalbahnhof an der überwiegend parallel verlaufenden Bahnlinie gibt es bei Châteaulin.
Bei Brest befindet sich der Regionalflughafen Aéroport Brest-Bretagne.

## Bevölkerungsentwicklung
| Jahr                       | 1962 | 1968 | 1975 | 1982 | 1990 | 1999 | 2009 | 2017 |
| Einwohner                  | 648  | 599  | 543  | 505  | 395  | 464  | 446  | 391  |
| Quellen: Cassini und INSEE |      |      |      |      |      |      |      |      |

## Sehenswürdigkeiten
- Kirche Saint-Nicolas

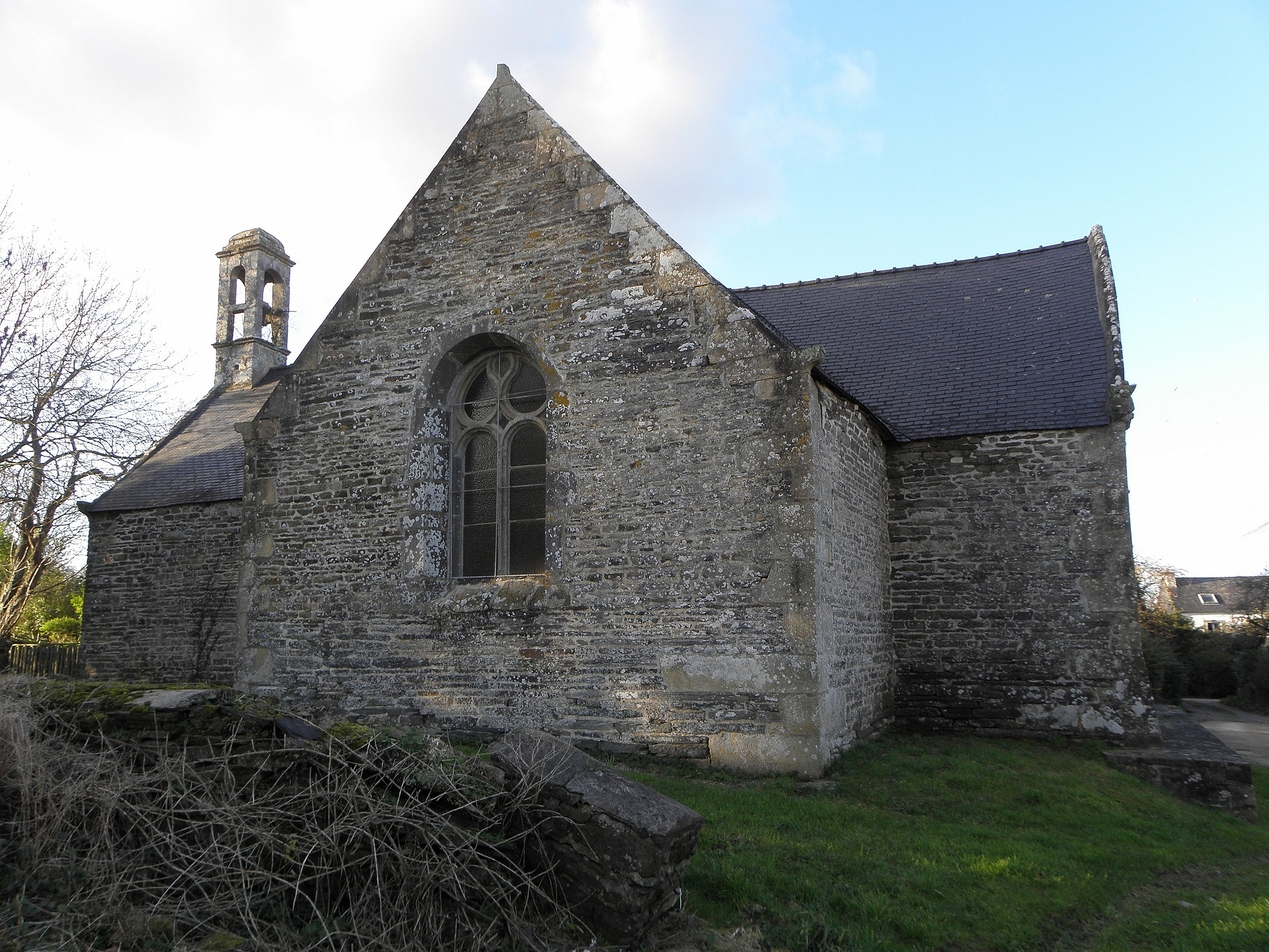
Kapelle Saint-Aubin de Lanvaïdic

- Kapelle Saint-Aubin de Lanvaïdic, Monument historique

Siehe auch: Liste der Monuments historiques in Port-Launay